# Décès en décembre 1997
Décès
- 1993
- 1994
- 1995
- 1996
- 1997
- 1998
- 1999
- 2000
- 2001

Pour une information complémentaire, voir la page d'aide.

| Date         | Nom                            | Activités                                                                              | Âge | Source |
| ------------ | ------------------------------ | -------------------------------------------------------------------------------------- | --- | ------ |
| 1er décembre | Jean-Paul Vaillancourt         | militant politique québécois                                                           | 80  |        |
| 1er décembre | Chapo Rosario                  | boxeur portoricain                                                                     | 34  |        |
| 1er décembre | Paul Rekai                     | médecin canadien                                                                       | ?   |        |
| 1er décembre | Albert Pinto                   | comédien et annonceur québécois                                                        | 79  |        |
| 1er décembre | Jean Natali                    | sénateur français                                                                      | 92  |        |
| 1er décembre | Pierre Macaigne                | journaliste français                                                                   | 77  |        |
| 1er décembre | Stéphane Grappelli             | musicien français                                                                      | 89  |        |
| 1er décembre | Michel Bélanger                | banquier québécois                                                                     | 68  |        |
| 2 décembre   | Endicott Peabody               | ancien gouverneur du Massachusetts                                                     | 77  |        |
| 2 décembre   | René Monteix                   | médecin et peintre français                                                            | 89  |        |
| 2 décembre   | Michael Hedges                 | guitariste acoustique américain                                                        | 43  |        |
| 2 décembre   | Steve Hamilton                 | joueur de baseball américain                                                           | 63  |        |
| 3 décembre   | Lawrence B. Perkins            | architecte américain                                                                   | ?   |        |
| 3 décembre   | Benito Jacovitti               | auteur italien de bandes dessinées                                                     | 74  |        |
| 3 décembre   | Jean-Jacques Flori             | chef opérateur français                                                                | 69  |        |
| 3 décembre   | Brigitte Delannoy              | auteure française                                                                      | 50  |        |
| 4 décembre   | Joseph Wolpe                   | psychothérapeute américain                                                             | 82  |        |
| 4 décembre   | Richard Vernon                 | acteur britannique                                                                     | 72  |        |
| 4 décembre   | Marshall Miles                 | entraîneur de Joe Louis                                                                | 92  |        |
| 4 décembre   | Rostislav Dubinsky             | violoniste russe                                                                       | 74  |        |
| 4 décembre   | Robert Cusin                   | auteur français                                                                        | 77  |        |
| 4 décembre   | Joe Brown                      | boxeur américain                                                                       | 71  |        |
| 5 décembre   | Jean Petit                     | officier de l’armée français                                                           | 103 |        |
| 5 décembre   | Henri Normant                  | chimiste organique français                                                            | 90  |        |
| 5 décembre   | John Emerson Moss              | politicien américain                                                                   | 82  |        |
| 5 décembre   | Lutz Hoffman                   | gymnaste allemande                                                                     | ?   |        |
| 5 décembre   | Eugen Cicero                   | pianiste de jazz suisse                                                                | 57  |        |
| 5 décembre   | François L. Caron              | général canadien                                                                       | 79  |        |
| 6 décembre   | Elena Voronova                 | ballerine québécoise                                                                   | 79  |        |
| 6 décembre   | Willie Pastrano                | boxeur américain                                                                       | 62  |        |
| 6 décembre   | Willie den Ouden               | nageuse néerlandaise                                                                   | ?   |        |
| 6 décembre   | Leonard Isaacs                 | pianiste et chef d’orchestre canadien                                                  | ?   |        |
| 6 décembre   | Maurice Dubois                 | diplomate suisse                                                                       | 92  |        |
| 6 décembre   | Gilbert Delahaye               | poète belge                                                                            | 75  |        |
| 6 décembre   | George Chisholm                | pianiste de jazz britannique                                                           | 82  |        |
| 6 décembre   | Jean-Pierre Bombardier         | pédiatre québécois                                                                     | 86  |        |
| 6 décembre   | Rudolf Bahro                   | militant politique allemand                                                            | ?   |        |
| 7 décembre   | Woodrow Wyatt                  | politicien britannique                                                                 | 79  |        |
| 7 décembre   | Irving Randolph                | trompettiste de jazz américain                                                         | 88  |        |
| 7 décembre   | Wilf Kesterton                 | éducateur canadien                                                                     | 83  |        |
| 7 décembre   | Fernand Cornez                 | coureur cycliste français                                                              | 90  |        |
| 7 décembre   | Jean-Marie Cloutier            | compositeur québécois                                                                  | ?   |        |
| 7 décembre   | Félix Candela                  | architecte espagnol                                                                    | ?   |        |
| 7 décembre   | Barry Shelley Brook            | musicologue américain                                                                  | 89  |        |
| 7 décembre   | Billy Bremner                  | footballeur écossais                                                                   | 54  |        |
| 8 décembre   | Bob Bell                       | acteur américain                                                                       | 75  |        |
| 8 décembre   | Tamara Geva                    | danseuse et actrice américaine                                                         | 91  |        |
| 8 décembre   | Shehu Musa Yar'Adua            | général nigérian                                                                       | 54  |        |
| 8 décembre   | Laurent Rugambwa               | cardinal tanzanien                                                                     | 85  |        |
| 8 décembre   | Carlos Rafael Rodriguez        | homme politique cubain                                                                 | 84  |        |
| 8 décembre   | Leon Poliakov                  | auteur français                                                                        | 87  |        |
| 8 décembre   | Walter Molino                  | illustrateur de presse italien                                                         | ?   |        |
| 8 décembre   | Jacques Guillon                | amiral français                                                                        | 86  |        |
| 10 décembre  | Vincent Hložník                | peintre, graphiste, illustrateur, sculpteur et enseignant tchécoslovaque puis slovaque | 78  |        |
| 10 décembre  | Anatoli Banichevski            | footballeur soviétique devenu entraîneur                                               | 51  |        |
| 10 décembre  | Claude Roy                     | écrivain français                                                                      | 82  |        |
| 10 décembre  | Evgeni Maïorov                 | joueur de hockey sur glace russe                                                       | 59  |        |
| 10 décembre  | William Winpisinger            | chef syndicaliste américain                                                            | 73  |        |
| 11 décembre  | Harold Madison Wright          | président du comité olympique canadien                                                 | ?   |        |
| 11 décembre  | Marguerite Morrisset Leclaire  | comédienne québécoise                                                                  | 91  |        |
| 11 décembre  | Eddie Chapman                  | espion britannique                                                                     | 80  |        |
| 11 décembre  | Jorge Castañeda                | ancien ministre mexicain                                                               | 76  |        |
| 12 décembre  | Walter Eschler                 | dramaturge suisse                                                                      | 92  |        |
| 13 décembre  | Donald Webster                 | capitaliste canadien                                                                   | 67  |        |
| 13 décembre  | David Rousset                  | militant trotskiste et écrivain français                                               | 85  |        |
| 13 décembre  | Augustin Rouart                | peintre français                                                                       | 80  |        |
| 13 décembre  | Don E. Fehrenbacher            | historien américain                                                                    | 77  |        |
| 13 décembre  | Georges Rose                   | footballeur international français                                                     | 87  |        |
| 14 décembre  | Caroline Bedell Thomas         | Cardiologue américaine                                                                 | 93  | (en)   |
| 14 décembre  | Kurt Winter                    | guitariste canadien                                                                    | 51  |        |
| 14 décembre  | Jean Thiry                     | général français                                                                       | 84  |        |
| 14 décembre  | Edmond Pinhède                 | compagnon de la Libération                                                             | 86  |        |
| 14 décembre  | Étienne Pasquier               | violoncelliste français                                                                | 92  |        |
| 14 décembre  | Stubby Kaye                    | Acteur américain.                                                                      | 79  |        |
| 14 décembre  | Lisl Goldarbeiter              | mannequin autrichien                                                                   | 88  |        |
| 14 décembre  | Harry Glass                    | skieur acrobatique allemand                                                            | 67  |        |
| 15 décembre  | James Keith Brimacombe         | ingénieur et scientifique canadien                                                     | ?   |        |
| 15 décembre  | Axel Arne Berg                 | coureur cycliste suédois                                                               | ?   |        |
| 16 décembre  | Nicolette Larson               | chanteuse country américaine                                                           | 45  |        |
| 16 décembre  | Richard Warwick                | Acteur britannique.                                                                    | 52  |        |
| 16 décembre  | Edna Flannery Kelly            | politicienne américaine                                                                | 91  |        |
| 17 décembre  | Anthony F. Ulasewicz           | détective privé américain                                                              | 79  |        |
| 17 décembre  | Karl Kainberger                | footballeur autrichien                                                                 | 86  |        |
| 17 décembre  | Reginald Victor Jones          | physicien britannique                                                                  | 86  |        |
| 17 décembre  | Lillian Disney                 | veuve de Walt Disney                                                                   | 98  |        |
| 18 décembre  | Rafael Ortega                  | matador espagnol                                                                       | 76  |        |
| 18 décembre  | Michaelango Veltri             | chef d’orchestre argentin                                                              | 57  |        |
| 18 décembre  | Michel Quoist                  | prêtre français                                                                        | 67  |        |
| 18 décembre  | Uzi Narkiss                    | officier militaire israélien                                                           | 72  |        |
| 18 décembre  | Jaime Mancisidor               | footballeur espagnol                                                                   | 87  |        |
| 18 décembre  | Antonio Montoya Flores         | danseur espagnol                                                                       | 62  |        |
| 18 décembre  | Paul Lacombe                   | chimiste français                                                                      | 86  |        |
| 18 décembre  | Emil Richard Johnson           | romancier américain                                                                    | 60  |        |
| 18 décembre  | Pauline Berger                 | fille de Michel Berger et de France gall                                               | 19  |        |
| 19 décembre  | Michael Alldredge              | acteur américain                                                                       | 56  |        |
| 19 décembre  | David Bradley                  | réalisateur, acteur, producteur, scénariste et directeur de la photographie américain  | 77  |        |
| 19 décembre  | David Schramm                  | astrophysicien américain                                                               | 52  |        |
| 19 décembre  | Jimmy Rogers                   | guitariste de blues américain                                                          | 73  |        |
| 19 décembre  | Wilfrid Moser                  | peintre et sculpteur suisse                                                            | 83  |        |
| 19 décembre  | Masaru Ibuka                   | un des fondateurs japonais de Sony                                                     | 89  |        |
| 19 décembre  | Émilio Iacurto                 | clarinettiste québécois                                                                | 61  |        |
| 19 décembre  | Maxwell Henderson              | politicien canadien                                                                    | 90  |        |
| 19 décembre  | Chris Farley                   | acteur américain                                                                       | 33  |        |
| 19 décembre  | Jack Buen                      | basketteur américain                                                                   | 48  |        |
| 19 décembre  | Robert Ardouvin                | éducateur français                                                                     | 69  |        |
| 20 décembre  | Fyodor Simashev                | fondeur russe                                                                          | ?   |        |
| 20 décembre  | Denise Levertov                | poétesse américaine                                                                    | 74  |        |
| 20 décembre  | Juzo Itami                     | metteur en scène japonais                                                              | 64  |        |
| 20 décembre  | Franco Di Bella                | éditeur italien                                                                        | 70  |        |
| 20 décembre  | Harold Bromley                 | pionnier de l’aviation américain                                                       | 99  |        |
| 20 décembre  | David Bradley                  | réalisateur américain                                                                  | 78  |        |
| 21 décembre  | Robert Martel                  | Une des figures les plus controversées de l'Algérie française                          | 76  |        |
| 21 décembre  | Newell Owen Jenkins            | chef d’orchestre et musicologue américain                                              | 81  |        |
| 21 décembre  | Jerry Diamonds                 | joueur de tennis américain                                                             | ?   |        |
| 21 décembre  | Antunes Da Silva               | auteur portugais                                                                       | 76  |        |
| 21 décembre  | Johnny Coles                   | trompettiste de jazz américain                                                         | 71  |        |
| 21 décembre  | Joseph Johannes Clemens Ahrens | organiste et compositeur allemand                                                      | ?   |        |
| 22 décembre  | Bruce Woodcock                 | boxeur britannique                                                                     | ?   |        |
| 22 décembre  | John Pinkerton                 | pionnier de l’informatique américain                                                   | 78  |        |
| 22 décembre  | Jean-François Lafond           | comédien québécois                                                                     | 45  |        |
| 22 décembre  | Sebastián Arcos                | dissident cubain                                                                       | 65  |        |
| 23 décembre  | Paula Stone                    | actrice américaine                                                                     | 85  |        |
| 23 décembre  | Greig McRitchie                | compositeur américain                                                                  | 83  |        |
| 23 décembre  | Les Harrison                   | entraîneur de basketball américain                                                     | 93  |        |
| 23 décembre  | François Coulais               | diplomate et résistant français                                                        | ?   |        |
| 23 décembre  | Stanley Cortez                 | chef opérateur mexicain                                                                | 89  |        |
| 23 décembre  | Felix Bwalya                   | boxeur zambien                                                                         | ?   |        |
| 24 décembre  | Pierre Péladeau                | homme d'affaires et éditeur québécois                                                  | 72  |        |
| 24 décembre  | Toshiro Mifune                 | acteur japonais                                                                        | 77  |        |
| 24 décembre  | Jacques Fabbri                 | comédien français                                                                      | 72  |        |
| 25 décembre  | Giorgio Strehler               | homme de théâtre italien                                                               | 76  |        |
| 25 décembre  | Denver Pyle                    | acteur américain                                                                       | 77  |        |
| 25 décembre  | Rui Knopfli                    | poète portugais                                                                        | 65  |        |
| 25 décembre  | Myriam Marbe                   | compositrice, pianiste, réalisatrice, musicologue et critique musical roumaine         | 66  |        |
| 25 décembre  | Fabien De Vooght               | coureur cycliste français                                                              | 38  |        |
| 25 décembre  | Anita Conti                    | océanographe et photographe française                                                  | 98  |        |
| 26 décembre  | Jacques Tournouër              | journaliste français                                                                   | 59  |        |
| 26 décembre  | Vanda Gréville                 | actrice britannique                                                                    | 90  |        |
| 26 décembre  | Simone Duvalier                | veuve de François Duvalier, ancienne première dame haïtienne                           | 84  |        |
| 26 décembre  | Doda Conrad                    | basse américaine                                                                       | 92  |        |
| 26 décembre  | Cahit Arf                      | mathématicien turc                                                                     | 87  |        |
| 27 décembre  | John Williams                  | naturaliste britannique                                                                | 84  |        |
| 27 décembre  | Tamara Tyshkevich              | athlète russe                                                                          | ?   |        |
| 27 décembre  | Buxton Orr                     | compositeur britannique                                                                | ?   |        |
| 27 décembre  | Shinichiro Nakamura            | romancier japonais                                                                     | 79  |        |
| 27 décembre  | James M. Nabrit Jr.            | éducateur américain                                                                    | 97  |        |
| 27 décembre  | Abdelkebir Najeb               | commerçant marocain                                                                    | 56  |        |
| 27 décembre  | Cornelius Castoriadis          | philosophe et psychanalyste français                                                   | 75  |        |
| 27 décembre  | André Bordier                  | footballeur français                                                                   | 84  |        |
| 27 décembre  | Christian Bachmann             | sociologue français                                                                    | 54  |        |
| 28 décembre  | Henry Barraud                  | compositeur français                                                                   | 97  |        |
| 28 décembre  | Corneliu Baba                  | peintre roumain                                                                        | 91  |        |
| 28 décembre  | William Martínez               | Footballeur international uruguayen                                                    | 38  |        |
| 28 décembre  | Sheikh Mubârak Ayaz            | poète pakistanais                                                                      | 74  |        |
| 29 décembre  | Jacques Tessier                | syndicaliste français                                                                  | 83  |        |
| 29 décembre  | André Marchand                 | peintre et lithographe français de la nouvelle École de Paris                          | 90  |        |
| 29 décembre  | Yvonne Hollard                 | héroïne de la Résistance française                                                     | 100 |        |
| 29 décembre  | Pierre Briquet                 | général français                                                                       | 91  |        |
| 30 décembre  | Warren Mehrtens                | jockey américain                                                                       | 77  |        |
| 30 décembre  | Shin'ichi Hoshi                | écrivain de science-fiction japonais                                                   | 71  |        |
| 30 décembre  | Danilo Dolci                   | écrivain italien                                                                       | 73  |        |
| 30 décembre  | Luciano Bettarini              | compositeur italien                                                                    | 83  |        |
| 31 décembre  | Erich Tobiass                  | criminel de guerre canadien                                                            | 86  |        |
| 31 décembre  | Billie Dove                    | actrice américaine                                                                     | 94  |        |
| 31 décembre  | Mae Questel                    | actrice américaine                                                                     | 89  |        |
| 31 décembre  | Dominique de Ménil             | collectionneuse américaine d'œuvres d'art                                              | 89  |        |
| 31 décembre  | Warren Mehrtens                | jockey américain                                                                       | 77  |        |
| 31 décembre  | Floyd Cramer                   | pianiste américain                                                                     | 64  |        |